# Manuela d'Ávila
Pour les articles homonymes, voir Ávila (homonymie).
Manuela d'Ávila, née le 18 août 1981 à Porto Alegre (Brésil), est une journaliste et femme politique brésilienne.

## Biographie
Elle est fille de la juge Ana Lúcia Pinto Vieira et de Alfredo Luís Mendes D’Ávila, professeur à l'Université fédérale de Pelotas (en). Au cours de ses études de journalisme, elle est active dans le syndicalisme étudiant, étant notamment coordinatrice du Centre des Étudiants de Sciences Sociales de son université de 2001 à 2004, puis dirigeante de l’Union Nationale des Étudiants pour le Rio Grande do Sul. Son mari est musicien ; ils ont une fille née en 2016.
Membre du Parti communiste du Brésil depuis 2001, elle est députée fédérale de 2007 à 2015, puis députée de l'État de Rio Grande do Sul de 2015 à 2019.
En tant que membre de la commission des droits humains et des minorités, elle a promu la création de places en crèche pour les jeunes mères afin que ces dernières puissent poursuivre leurs études. Elle est en outre particulièrement engagée sur les thèmes du droit à l'avortement, sujet très polémique en raison de la puissance des mouvements conservateurs, et de l'égalité salariale,.
En novembre 2017, elle est choisie comme candidate de son parti pour l'élection présidentielle de 2018. En août 2018, elle décide finalement de retirer sa candidature pour soutenir celle de Lula. En septembre, à la suite de l'invalidation de la candidature de ce dernier, Fernando Haddad le remplace comme candidat du Parti des travailleurs et Manuela d'Ávila est désignée comme colistière pour le poste de vice-présidente. Le duo termine en deuxième position du premier tour avec 29,28 % des suffrages exprimés, avant de s'incliner au second tour avec 44,87 % des voix. Elle a été pendant la campagne la cible d'une multitude d’insultes misogynes en ligne.
Elle s'est portée trois fois candidate aux élections municipales de Porto Alegre, obtenant 15,35% des voix en 2008 (pt), 17,76% en 2012 (pt) et 29% en 2020 (pt),, lui permettant alors d'atteindre le second tour, où elle échoue face au centriste Sebastião Melo (pt) en ne recueillant que 45,37 % des suffrages exprimés.